# Torre del Gardello
Der Torre del Gardello ist ein Uhrturm in der oberitalienischen Stadt Verona in der Region Venetien.

## Geschichte
Die Entstehungsgeschichte des Torre del Gardello ist nicht eindeutig geklärt. Im Allgemeinen wird Cansignorio della Scala die Aufstockung des Turmes auf einem Vorgängerbau zugeschrieben, die 1370 abgeschlossen war. Unterlegt wurde die im 16. und 17. Jahrhundert von einigen Autoren verbreitete These durch eine Anfang des 20. Jahrhunderts erfolgte Analyse des Mauerwerks. Als Indizien für einen Vorgängerbau wurden Mauerziegel gewertet, die ab einer bestimmten Höhe einen anderen Farbton annehmen. Unterschiedlich große Löcher, die für die Befestigung der Baugerüste vorgesehen waren, sollen ebenfalls auf eine zeitlich unterschiedliche Ausführung hinweisen.
Eine exakte stratigraphische Analyse könnte Klarheit über die Entstehungszeit verschaffen. Falls der Turm unter Cansignorio wirklich nur aufgestockt wurde, dann dürfte der Baubeginn nach Lieto dennoch nicht vor dem 13. Jahrhundert zurückverlegt werden. Lieto unterlegt seine Aussage damit, in dem er andere Bauten mit dem Torre del Gardello vergleicht. So sind reine Mauerziegelbauten, wie am Gardello-Turm erst ab dem 13. Jahrhundert in Verona anzutreffen. Aufgrund der Indizien teilt er aber die Ansicht, dass der Turm nicht in einer einzigen Bauphase errichtet wurde. Seinen Schlussfolgerungen zufolge handelte es sich allerdings nur um eine Bauunterbrechung, womöglich bedingt durch finanzielle Probleme beim Bau.
Nach Patuzzo, der die These eines älteren Vorgängerbaus vertritt, beruht der Turm auf einem wesentlich niedrigeren Turm, der im 12. Jahrhundert einer Familie namens Gardello gehörte und zwischen 1363 und 1370 von Cansignorio aufgestockt wurde. Coppari vertritt dagegen die Meinung, dass er zwischen April und August 1370 errichtet wurde. Ihrer Ansicht nach leitet sich der Name von dem Wort garda ab, da ein vorheriger niedriger Turm zur Bewachung (italienisch guardia) des daneben liegenden Platzes diente. Der Name Gardello könnte sich aber auch aus dem Wort cardatura (deutsch kardieren) ableiten und damit auf die in Verona im Mittelalter so wichtige Wollmanufaktur hinweisen.
Unstrittig ist, dass der Turm unter Cansignorio 1370 fertiggestellt wurde. Der Turm war eines der zahlreichen Bauprojekte mit denen sich der Scaliger schmückte und die seine Signoria kennzeichneten. Geplant wurde der Turm vermutlich von Alberico dei Mambrotti, während die Ausführung beim Baumeister Viviano lag, der bereits an der Ponte Pietra tätig gewesen war.
Der Torre del Gardello wurde bei seiner Fertigstellung 1370 mit einer Glockenuhr versehen, weshalb er zunächst als Torre dell’orologio e delle ore (dt. Uhr- und Stundenturm) bezeichnet wurde. Es handelte sich dabei um die erste öffentliche Uhr in Verona und um eine der ersten Glockenuhren in Europa überhaupt. Uhrzeiger, der dazugehörige Mechanismus und Zifferblatt wurden erst 1421 angebracht. 1626 wurde als letztes die vier Meter hohe glockenförmige Turmspitze aufgesetzt.
1661 ging das Uhrwerk kaputt und wurde nicht wieder instand gesetzt, weshalb ein Jahrhundert später am nahen Torre dei Lamberti eine Turmuhr als Ersatz angebracht wurde. Während der napoleonischen Epoche ging der Turm vorübergehend in Privatbesitz über.

## Beschreibung
Der in der Altstadt von Verona liegende 44 m hohe Turm befindet sich am nordwestlichen Eckpunkt der Piazza delle Erbe, an der Kreuzung des Corso Porta Borsari, dem decumanus maximus der römischen Stadtentwicklung, mit der Gasse Vicolo Monte. Die Gasse trennt den Turm wiederum vom nordöstlich angrenzenden Palazzo Maffei aus dem 17. Jahrhundert ab, während er auf der gegenüberliegende Seite direkt an ein Gebäude aus dem 19. Jahrhundert grenzt.
Der Turm ist trotz seiner Randlage ein fester und charakteristischer Bestandteil der Piazza. Der viereckige Turm besteht aus Mauerziegeln und ruht auf einem Turmfuß aus behauenen Natursteinquadern. Der Glockenstuhl besitzt auf allen vier Seiten Biforen mit mittig angelegten gekuppelten Säulen aus rotem Veroneser Marmor. Die Turmspitze ist gekennzeichnet durch die charakteristischen Schwalbenschwanzzinnen und wird abgeschlossenen durch den im 17. Jahrhundert errichteten glockenförmigen Aufsatz.
Auf der zur Piazza delle Erbe gewandten Seite befindet sich am Glockenstuhl eine kleine Balustrade aus weißem Marmor, darüber das Wappen der Stadt Verona und unter der Balustrade das nachträglich angebrachte Ziffernblatt der Turmuhr. Vom hier ebenfalls angebrachten Fresko, das den Markuslöwen als Symbol der venezianischen Herrschaft Veronas zeigt, ist nur noch der obere Teil mit dem Kopf des Markuslöwen erhalten. Unterhalb des Zifferblattes eine große Gedenktafel mit einer lateinischen Inschrift, die an die Restaurierung der Turmuhr im Jahr 1620 erinnert.
Der bewusst schlicht gehaltene Turm kann zwischen Spätromanik und Frühgotik eingereiht werden. Im Inneren führt eine Treppe zum Glockenstuhl. Die 1370 angebrachte Glocke, die im Museum im nahen Castelvecchio ausgestellt ist, wurde von Meister Jacobus aus Verona gegossen, wie aus der Glockeninschrift hervorgeht. Sie besitzt einen Durchmesser von fast 128 cm, wiegt um die 1800 kg und besitzt einen Schlagton fa3. Die Glockenritzzeichnungen stellen einen angelnden Schutzpatron von Verona San Zeno, das Wappen von Cansignorio sowie eine Leiter dar.
An Cansignorio als Erbauer erinnern zwei Gedenktafeln an der zum Vicolo Monte gewandten Seite, eine zeitgenössische aus rotem Veroneser Marmor mit einer lateinischen Inschrift und ein später angebrachte Tafel mit einer italienischen Inschrift.
Der im Besitz der Stadt befindliche Turm kann nicht besichtigt werden. 2016 wurde Pläne für eine Restaurierung und touristische Nutzbarmachung vorgelegt.

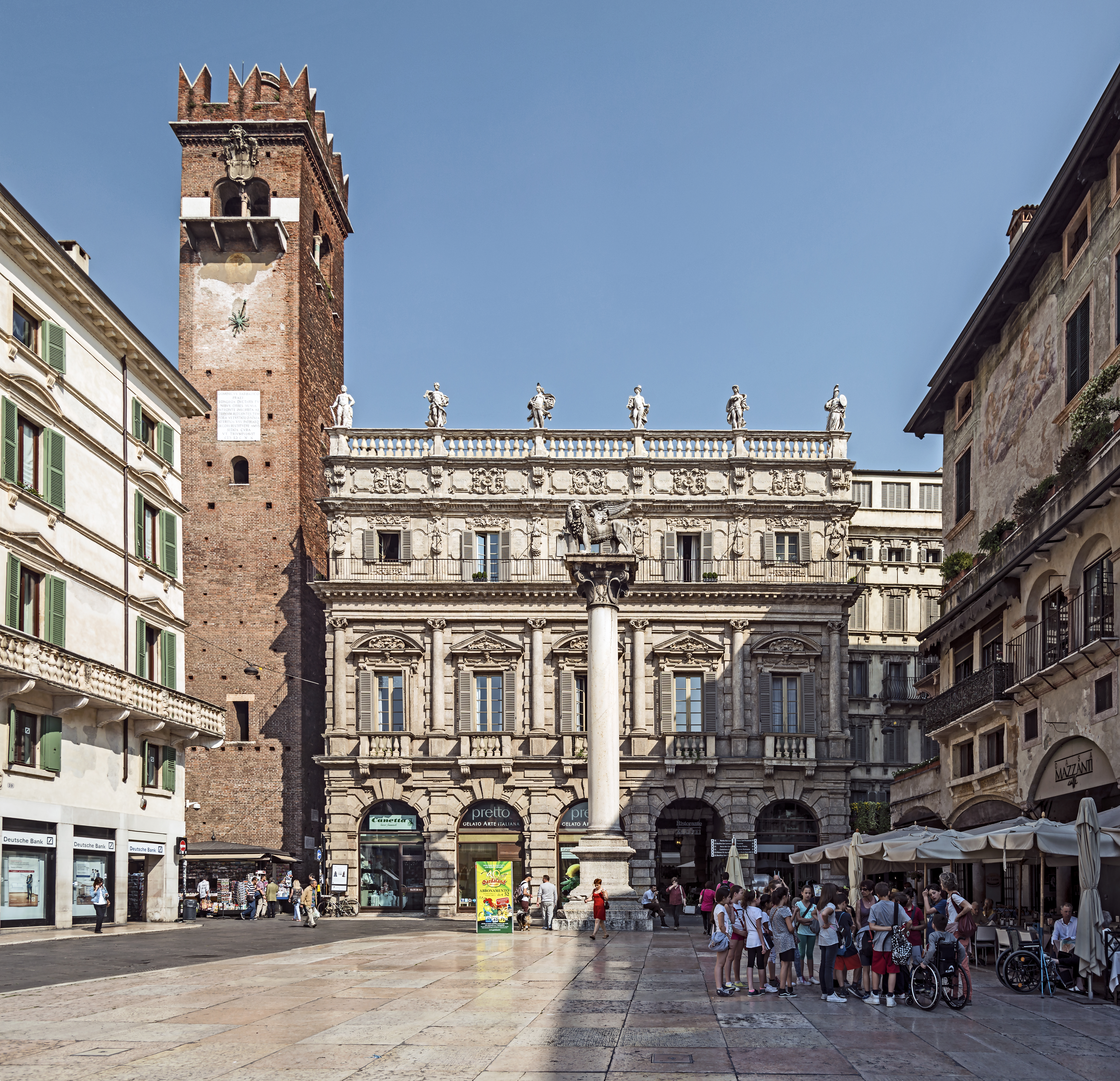
Der Torre del Gardello an der Piazza delle Erbe mit dem Palazzo Maffei
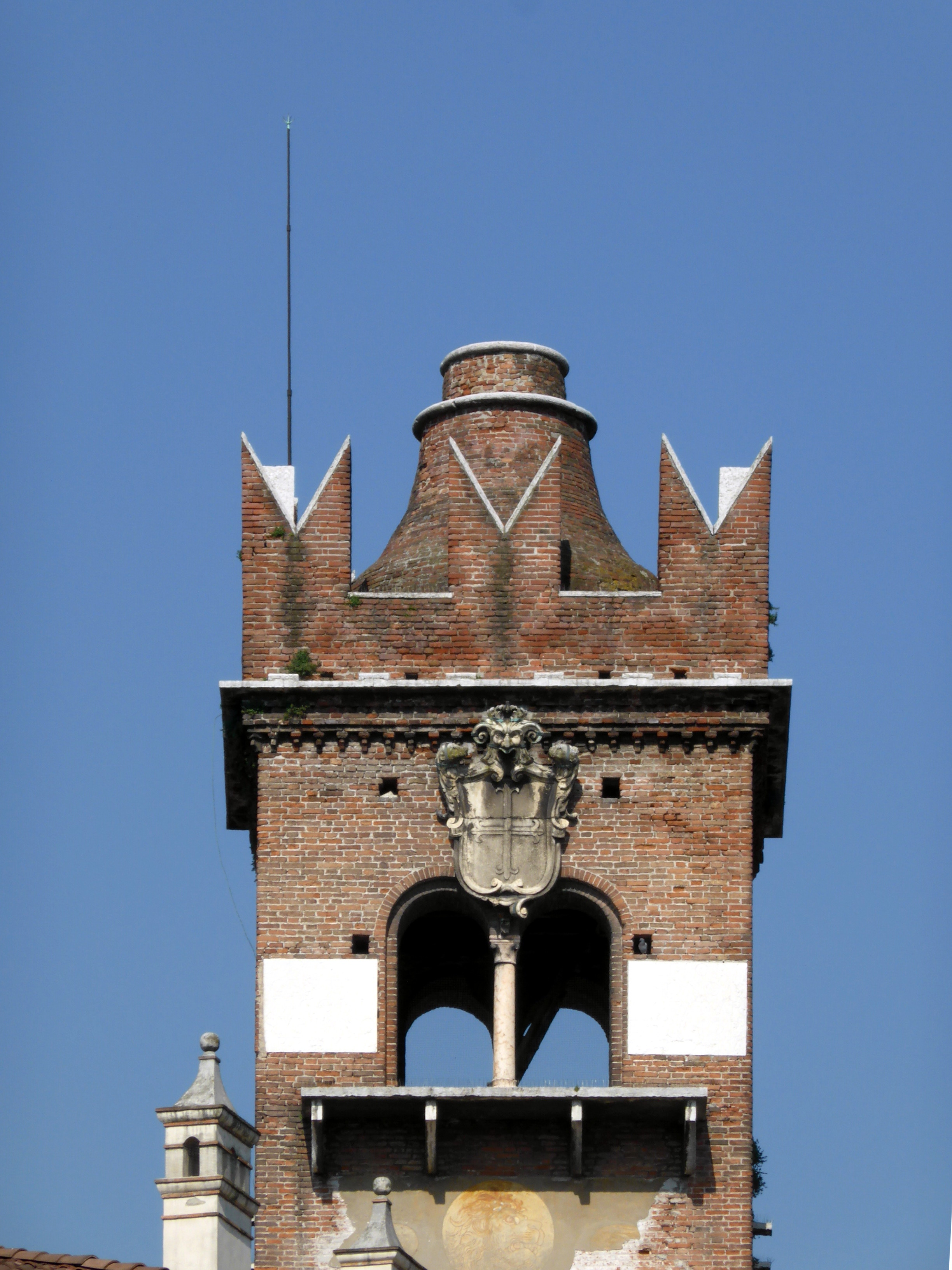
Turmspitze mit Glockenstuhl
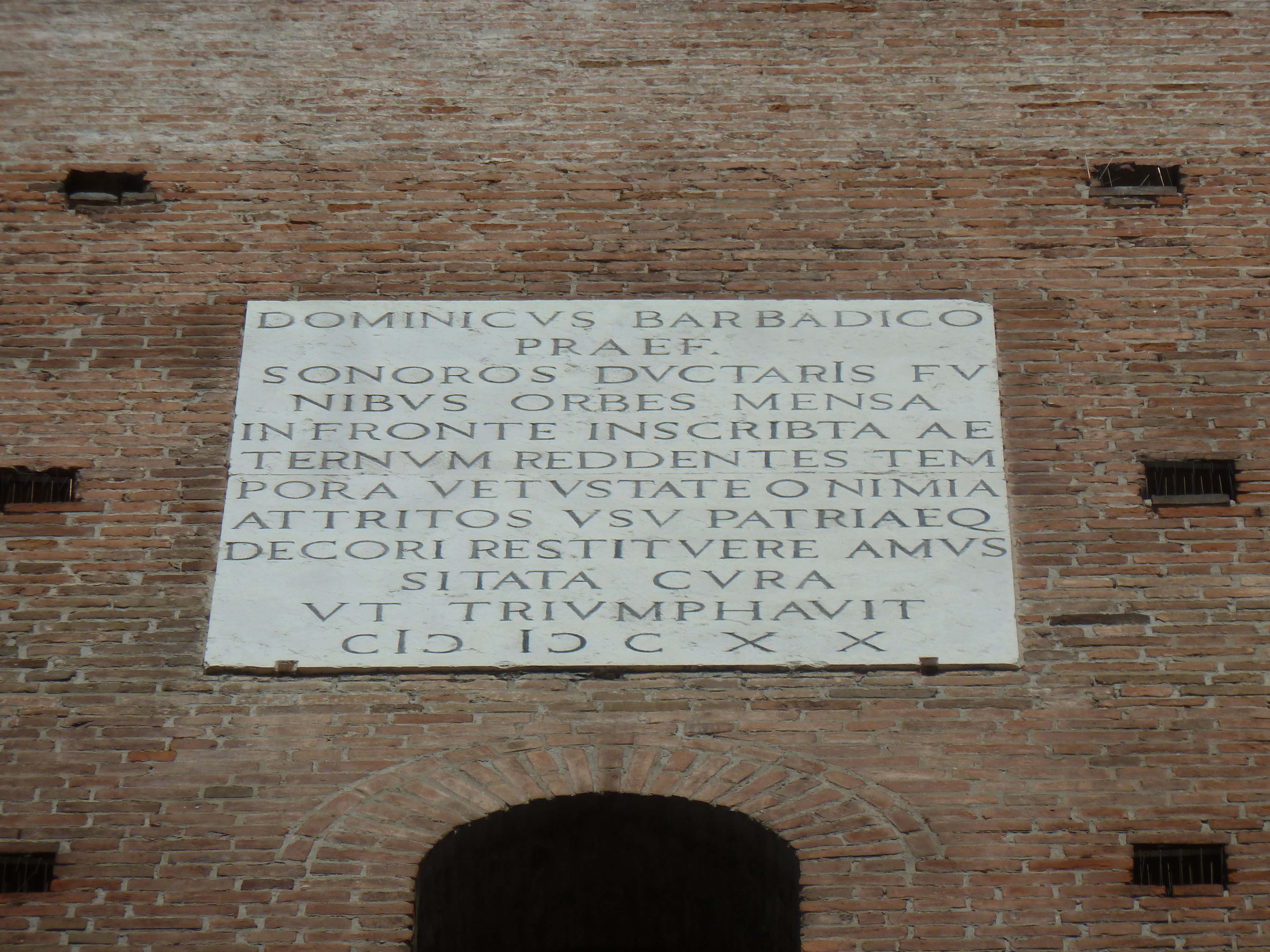
Inschrift unterhalb der Turmuhr
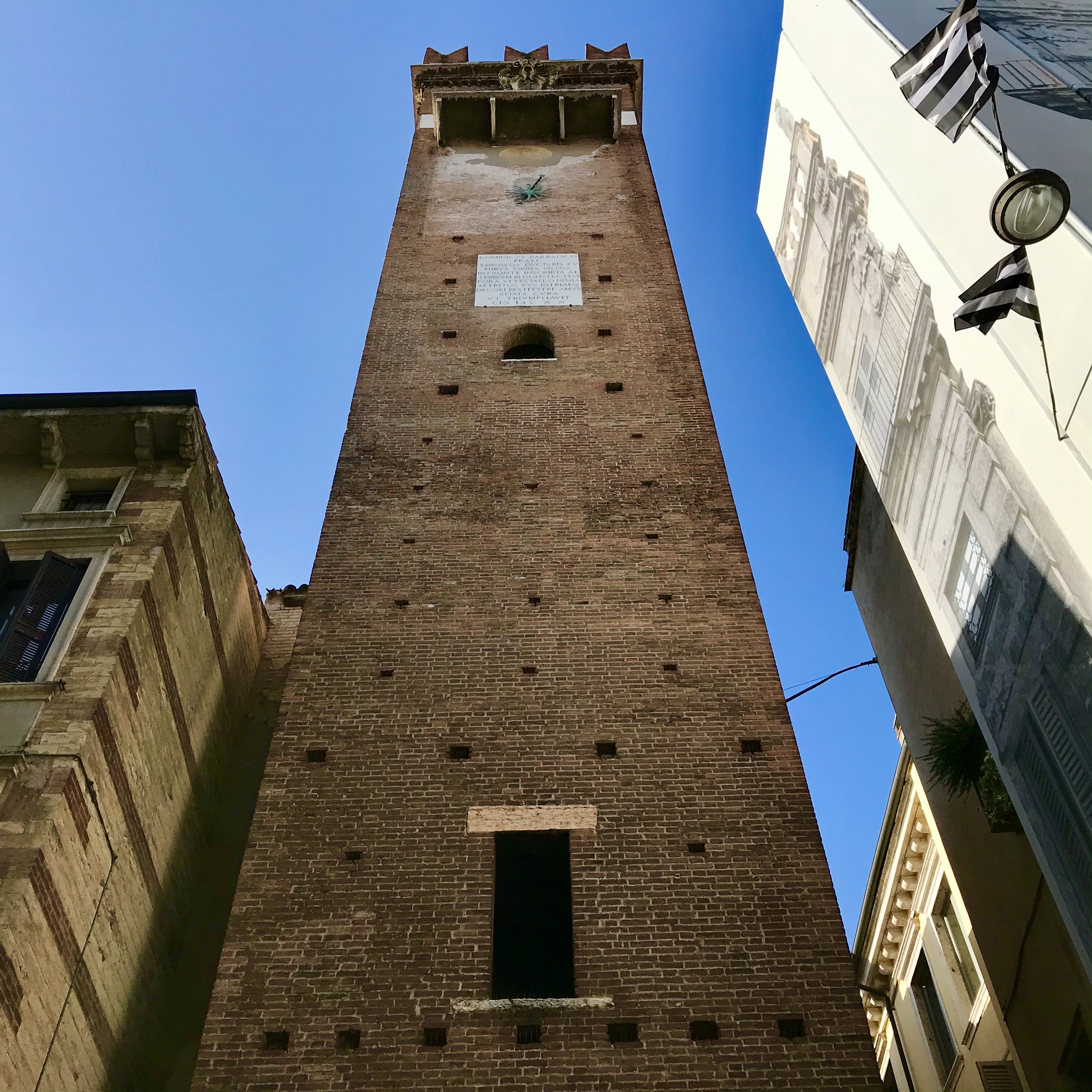
Die zur Piazza delle Erbe gewandte Turmseite
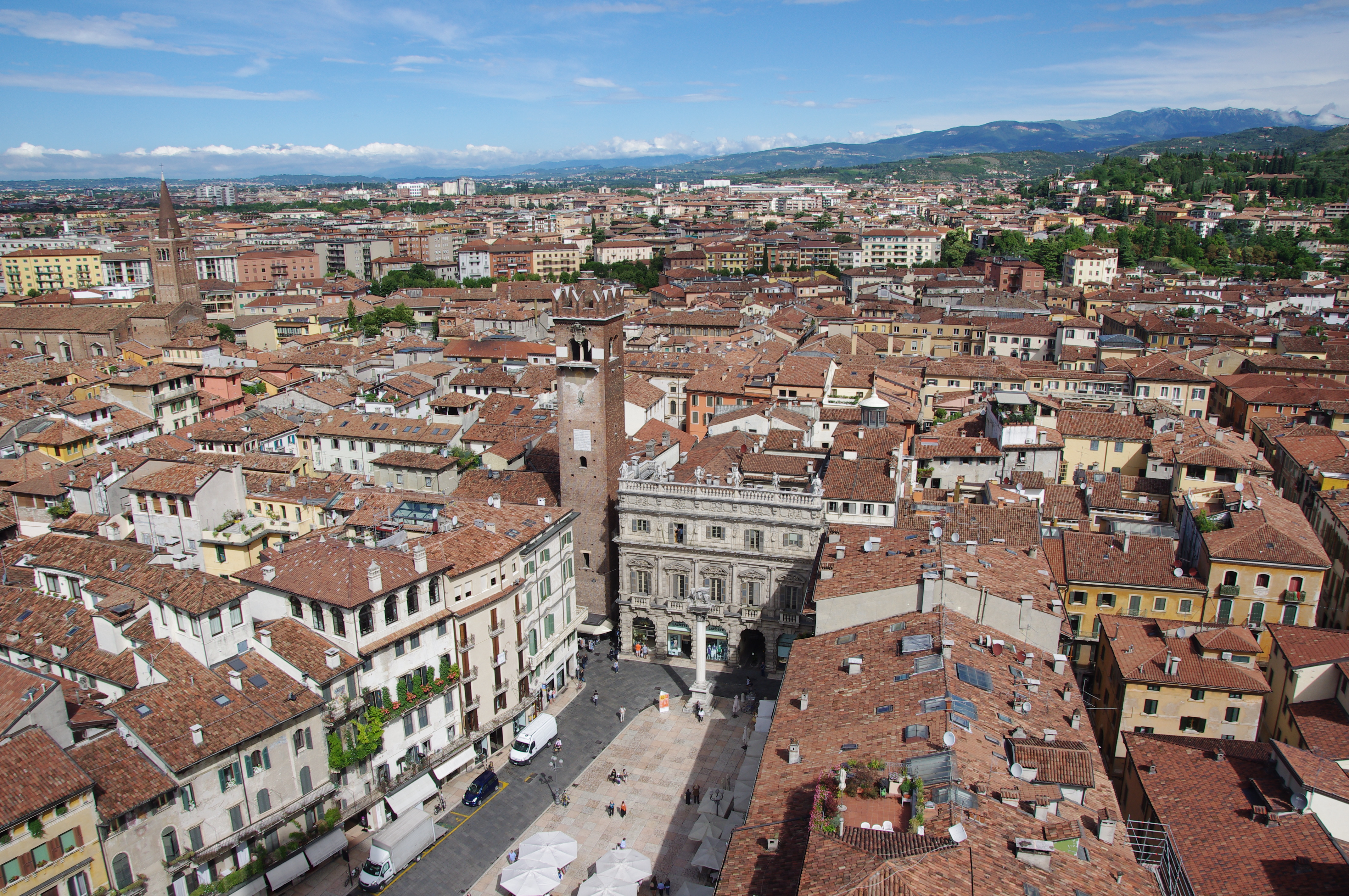
Der Torre del Gardello im Stadtbild von Verona